# Ali Kandil
Ali Şen Kandil (* 10. Dezember 1986 in Gelsenkirchen) ist ein türkischer Fußballspieler.

## Karriere

### Verein
Kandil kam als Nachkomme von türkischen Gastarbeitern in Gelsenkirchen auf die Welt und kehrte bereits im Kindesalter mit seiner Familie in die Türkei zurück. Hier ließ man sich in der am Schwarzen Meer gelegenen türkischen Hafenstadt Trabzon nieder. Kandil begann hier in der Jugend von Trabzon Erdoğduspor mit dem Vereinsfußball. 1999 wechselte er dann in die Jugend von Trabzonspor. Im Sommer 2002 wurde er auf Direktive des Cheftrainers der Profimannschaft Samet Aybaba mit einem Profivertrag ausgestattet und in den Mannschaftskader der Profis involviert. Er wurde von Aybaba gefördert und absolvierte in seiner ersten Saison 23 Pflichtspielbegegnungen. Zu dieser Zeit begann er auch regelmäßig für die Türkische U-21-Nationalmannschaft aufzulaufen und wurde von der Fachpresse als neuer Sergen Yalçın, einem der populärsten Spielmacher der damaligen Zeit, bezeichnet. Zum Ende der Spielzeit wurde Kandil mit seiner Mannschaft Türkischer Pokalsieger. In seiner zweiten Saison bei Trabzonspors Profimannschaft, kam er in der Rückrunde zu einigen Einsätzen. Nachdem aber sein Förderer Aybaba zum Frühjahr 2004 den Verein verlassen hatte, wurde Kandil von dessen Nachfolgern Turgay Semercioğlu und Ziya Doğan nur sporadisch eingesetzt. Zwar versuchte der besonders Cheftrainer Doğan Kandil mehrmals zu gewinnen, jedoch ließ er schnell von Kandil ab. Kandil fiel durch Disziplinlosigkeiten auf und bemühte sich auch nicht mehr in den Mannschaftskader zu kommen. Die Hinrunde der Spielzeit 2004/05 gelang ihm der Sprung in den Spielkader ebenfalls nicht. Um den Spieler nicht vollständig aufzugeben, liehen die Verantwortlichen von Trabzonspor Kandil für die Rückrunde an den damaligen Partnerverein Akçaabat Sebatspor aus. Während seiner Zeit bei Sebatspor wurde Kandil zu einem der Hauptakteure in einem der größten Spielmanipulationsaffären des türkischen Fußballes. Hierbei wurde Kandil zusammen mit solchen Spielern wie Ogün Temizkanoğlu, Metin Aktaş, Bayram Toysal und Gökdeniz Karadeniz vorgeworfen, während der Ligapartie vom 9. April 2005 zwischen Sebatspor und Kayserispor Spielmanipulation durchgeführt zu haben. Dabei sollen alle Spieler in einem Wettbüro auf das zustande gekommene Resultat 0:0 gewettet haben. Das Disziplinarkomitee, welches der türkische Fußballverband zur Untersuchung dieses Wettskandals beauftragt hatte, befand alle angeklagten Spieler für schuldig und verhängte mehrere Strafen. Kandil erhielt eine achtmonatige Spielsperre und zusätzlich eine Geldstrafe über 10.000 Türkische Lira. Zuerst erhielt Kandil aber eine Spielsperre über 12 Monate. Da er aber ein ausführliches Geständnis abgelegt hatte, wurde die Sperre auf acht Monate gesenkt. Da später gegen die Strafen Einspruch erhoben wurde, wurden die Strafen nicht sofort umgesetzt. Stattdessen wurde das Ende der Verhandlungen abgewartet. Bei nahezu allen betroffenen Spielern wurden die Spielsperren weiter gesenkt. Kandils Spielsperre wurde diesmal auf fünf Monate reduziert. Für die Spielzeit 2005/06 wurde Kandil an den Zweitligisten Kocaelispor ausgeliehen. Bei diesem Verein spielte er bis zum Saisonende und saß anschließend seine Spielsperre ab. Da die Sommerpause mitgezählt wurde, endete seine Spielsperre zum September 2006.
Im Sommer 2006 verließ er Trabzonspor und wechselte zum Erstligisten Sakaryaspor. Hier saß er bis Ende September seine Spielsperre ab und spielte bis zur Winterpause in vier Pflichtspielen. Im November wurde er im Anschluss an ein Mannschaftstraining von zwei unbekannten Personen angegriffen und verletzt. Kandil blieb nahezu die gesamte Endrunde ohne Einsatz und spielte lediglich im April 2007 ein weiteres und letztes Mal für Sakaryaspor.
Zur Saison 2007/08 wechselte Kandil erst zum Erstliganeuling Kasımpaşa Istanbul. Hier wurde bereits nach etwa einer Woche sein Vertrag wieder aufgelöst und der Spieler freigestellt. Kandil heuerte daraufhin beim Zweitligisten Boluspor an. Auch bei diesem Verein blieb Kandils Durchbruch aus. Stattdessen fiel er eher mit seinen privaten Eskapaden auf. Als er eines Nachts volltrunken versuchte, in das Trainingsgelände Boluspor einzubrechen, zerbrach er mehrere Fensterscheiben und wurde festgenommen. Daraufhin suspendierte der Vereinsvorstand Kandil aus dem Kader und lösten seinen Vertrag zur Winterpause 2007/08 auf.
Zum Frühjahr 2007 wechselte Kandil zum Zweitligisten İstanbulspor und spielte hier bis zum Saisonende. Nachdem der Vereinspräsident von Istanbulspor Kandil und dessen Teamkameraden Hakan Korkmaz der Spielmanipulation bezichtigte, leitete der türkische Fußballverband eine Untersuchung ein. Beiden Spielern wurde vorgeworfen während der Begegnung vom 9. März 2008 gegen Gaziantep Büyükşehir Belediyespor Spielmanipulation betrieben zu haben. Das Disziplinarkomitee verhängte beiden Spielern eine Spielsperre von einem Jahr und zusätzlich eine Geldstrafe über 20.000 Türkische Lira.
Im März 2010 wurde Kandil ein weiteres Mal wegen Verdachts auf Spielmanipulation festgenommen.
Nachdem Kandil längerer Zeit dem Fußball fernblieb, einigte er sich für die Spielzeit 2011/12 mit dem Viertligisten Kilimli Belediyespor. Nach einer halben Saison wechselte er innerhalb der Liga zu Kahramanmaraşspor. In seiner ersten Saison für Kahramanmaraşspor, der Viertligasaison 2011/12, gelang es ihm mit seinem Team als Playoffsieger in die TFF 2. Lig aufzusteigen. In der 2. Lig beendete man die Saison als Meister und stieg das zweite Mal in Folge auf. Dieses Mal in die zweithöchste türkische Spielklasse, in die TFF 1. Lig. Aydoğan absolvierte nahezu alle Ligapartien für seine Mannschaft. Während Kandil in der ersten Saison vier Spiele absolvierte, kam er in der zweiten Saison zu keinem Spieleinsatz. Zum Sommer 2013 verließ er Kahramanmaraşspor.
Seit 2014´spielt er für Amateurvereine im Raum Trabzon.

### Nationalmannschaft
Während seiner Zeit bei Trabzonspor absolvierte Kandil insgesamt fünf Spiele für die Türkische U-21-Nationalmannschaft.

## Erfolge
Mit Trabzonspor
- - Türkischer Vizemeister: 2003/04
- Türkischer Pokalsieger: 2002/03, 2003/04

Mit Kahramanmaraşspor
- Meister der TFF 2. Lig 2012/13 und Aufstieg in die TFF 1. Lig
- Playoffsieger der TFF 3. Lig 2011/12 und Aufstieg in die TFF 2. Lig